# Étienne Arnal
Étienne Arnal (Meulan-en-Yvelines, 2 febbraio 1794 – Ginevra, 10 dicembre 1872) è stato un attore teatrale francese.

## Biografia
Étienne Arnal è nato a Meulan-en-Yvelines, il 2 febbraio 1794, figlio di un droghiere.
Dopo aver prestato servizio nell'esercito e lavorato in una fabbrica di bottoni, si è avvicinato al palcoscenico.
La sua prima apparizione (1815) fu in una tragedia, e per qualche tempo svolse un lungo tirocinio in parti che non gli aprirono le porte al successo; solamente nel 1827 ha mostrato la sua vera abilità nei ruoli brillanti delle commedie, in particolare nelle opere di Felix-August Duvert (1795-1876) e Augustin Theodore Lauzanne (1805-1877), i cui Gabinetti particolari (Cabinets particuliers, 1832), Il marito della signora di châteurs (Le Mari de la dame de châteurs, 1837), Trascorsa la mezzanotte, l'uomo esplode (Passe minuit, L'Homme blast, 1843), La chiave nella parte posteriore (La Clef dans le dos, 1848), contenevano parti scritte per lui.
Il suo ventennio al "Théâtre du Vaudeville" risultò il suo periodo più fortunato e felice, grazie anche alla coppia formata con la sua spalla, l'obeso Lepeintre junior; dopo di che proseguì la sua carriera lunga quasi mezzo secolo nei vari teatri parigini.
Si specializzò in ruoli di imbecilli pretenziosi e di pazzerelloni stravaganti, che caratterizzava con una serie di argute e piacevoli trovate, oltre che con colloqui estemporanei effettuati direttamente con il pubblico.
Arnal fu l'autore di Epître à bouffé (1840), che è ristampato nel suo volume di poesie, Boutades en vers (1861).
Durante la sua vita, la sua celebrità lo portò talvolta a situazioni ed a eventi imbarazzanti, che risolse grazie soprattutto all'aiuto degli amici, e un po' meno al suo carattere non completamente affabile.
Étienne Arnal è morto a Ginevra, il 10 dicembre 1872.

## Interpretazioni e ruoli
- Un monsieur qui prend la mouche : Alphonse de Beaudéduit;
- Les gants jaunes : Anatole, maestro di danza;
- Un mari qui prend du ventre : Pigeoret, proprietario, di 44 anni;
- Mesdames de Montenfriche : Montenfriche
- L'Affaire de la rue de Lourcine : Lenglumé, beneficiario;
- Le Choix d'un gendre : Bidonneau;
- Le Petit Voyage : Auguste, garçon d'hôtel;
- La Sensitive : Gaudin, domestico.